# Agalinis ramosissima
Agalinis ramosissima là loài thực vật có hoa thuộc họ Cỏ chổi. Loài này được (Benth.) D'Arcy mô tả khoa học đầu tiên năm 1978.